# 죄르모숀쇼프론주

죄르모숀쇼프론 주의 위치

죄르모숀쇼프론주(헝가리어: Győr-Moson-Sopron megye)는 헝가리 북서부에 위치한 주로 주도는 죄르이며 면적은 4,089km2, 인구는 444,384명, 인구 밀도는 110명/km2이다. 2개 도시주(죄르, 쇼프론)와 7개 구(초르너구, 죄르구, 커푸바르구, 모숀머저로바르구, 펀논헐머구, 쇼프론구, 테트구), 10개 시, 171개 마을을 관할한다.
북쪽으로는 슬로바키아, 서쪽으로는 오스트리아와 국경을 접하며 동쪽으로는 코마롬에스테르곰 주, 남쪽으로는 버시 주, 베스프렘 주와 접한다.

주기
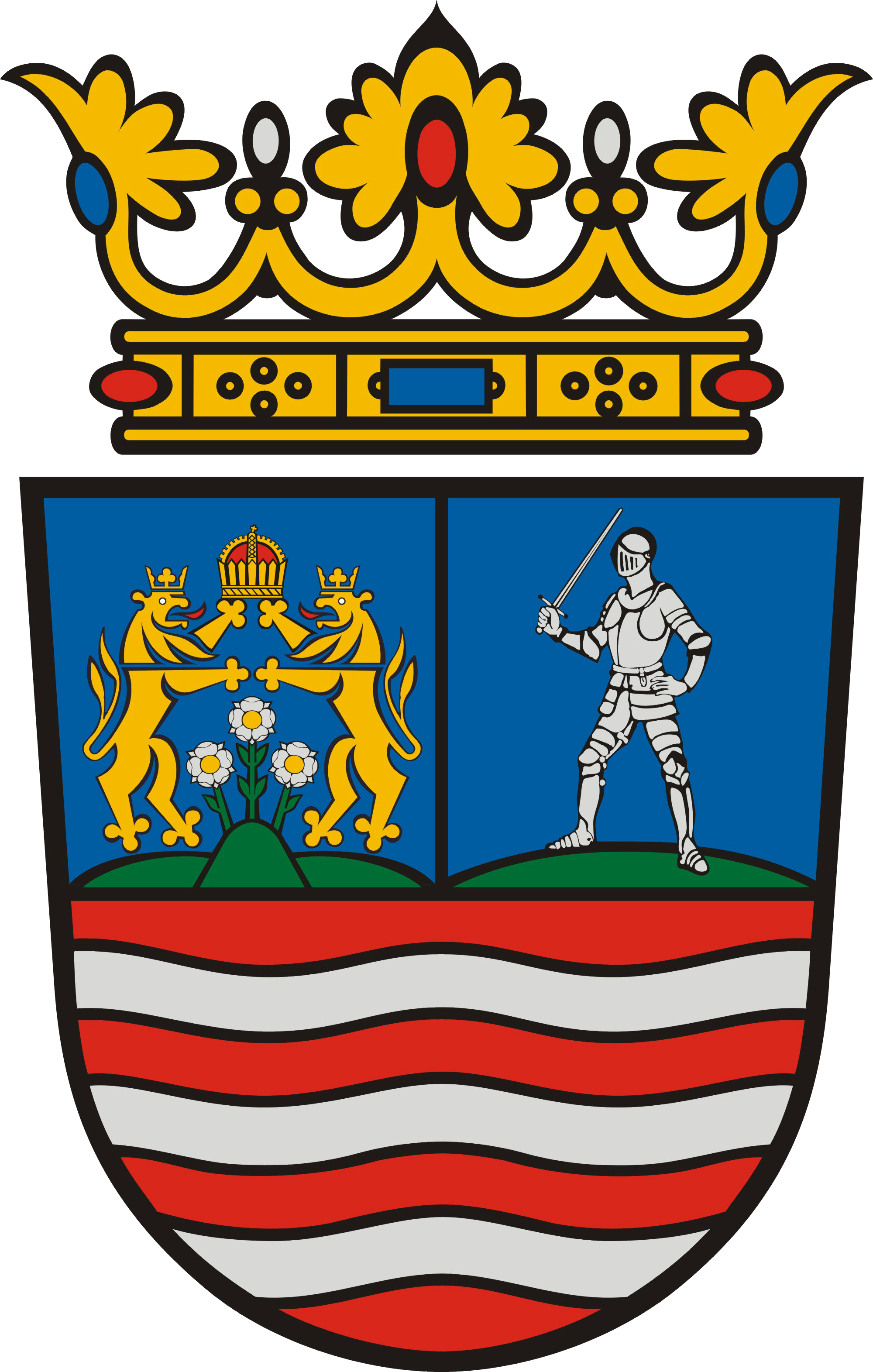
주 문장